# 奥尔德日赫·罗特
奥尔德日赫·罗特（捷克語：Oldřich Rott，1951年5月26日—），捷克男子足球运动员，场上位置是后卫。他曾代表捷克斯洛伐克国奥队参加1980年夏季奥林匹克运动会足球比赛，获得一枚金牌。